# Ай-Йори (река)
Ай-Йори (укр. Ай-Йорі, крымскотат. Ay Yori, Ай Йори) — горная речка на южном берегу Крыма, на территории городского округа Алушта, правый приток реки Улу-Узень. Длина реки 6,5 км, площадь водосборного бассейна — 9,3 км². Название происходит от греческого святой Георгий (греч. ̓Άγιος Γεώργιος). Впервые, в форме Георгису, зафиксировано в плане генерального межевания 1837 года.
Ай-Йори начинается из одноимённого родника на склоне горы того же названия на высоте 542 м над уровнем моря. Течёт на северо-восток в ярко выраженной балке, местами широко разливаясь. В материалах Партии Крымских Водных Изысканий за 1917 год балка названа Мутуш (по современным данным Мутул). У реки, согласно справочнику «Поверхностные водные объекты Крыма», 2 безымянных притока, длиной менее 5 километров, на подробных картах подписан левый — Хараверын-су . Ай-Йори впадает в Улу-Узень, согласно справочнику «Поверхностные водные объекты Крыма», в 0,5 км от устья, что, явно, ошибка, поскольку на всех доступных картах устье находится немного ниже Изобильненского водохранилища. Водоохранная зона реки установлена в 50 м.